# أدخل أيها الشبح
أدخل أيها الشبح هي رواية صدرت عام 2024 بقلم إيزابيلا حماد. كانت الرواية الفائزة بجائزة RSL Encore لعام 2024 وتم إدراجها في القائمة المختصرة لجائزة المرأة للخيال لعام 2024من بين جوائز أخرى. قد تمت مراجعته من قبل صحيفة نيويورك تايمزوصحيفة الجارديان.
يشير عنوان الرواية دخول الشبح، إلى توجيه مسرحي من مسرحية هاملت لشكسبير، وتدور أحداث الرواية خلال إنتاج المسرحية في عام 2017 في الضفة الغربية. يستكشف الكتاب موضوعات العودة إلى الوطن والمسكونة، بالإضافة إلى التقاليد المسرحية الفلسطينية والعربية.

## أحداث الرواية
سونيا هي ممثلة بريطانية فلسطينية تعيش في لندن، وأنهت مؤخرًا علاقة غرامية مع مخرج مسرحي، في محاولة للهروب من عالم المسرح وحبيبها السابق، تقوم سونيا برحلة طويلة إلى حيفا لزيارة شقيقتها حنين، التي تدرس في جامعة إسرائيلية، ورغم أنها نشأت وهي تزور أجدادها وأبناء عمومتها عندما كانت طفلة، إلا أن سونيا لم تعد إلى المنطقة منذ الانتفاضة الثانية.
على الرغم من ادعاءاتها بأنها تزور فلسطين للهروب من حياتها في لندن وزيارة حنين، إلا أن سونيا تجد نفسها مضطربة ومسكونة بديناميكيات الأسرة، تكتشف أن منزل أجدادها في حيفا تم بيعه لعائلة إسرائيلية، وتواجه حنين صعوبة في التواصل، تتحدث سونيا عن تجربتها عندما تم نقلها إلى جانب سرير أحد المعتقلين الفلسطينيين المضربين عن الطعام عندما كانت صغيرة، وكانت هذه التجربة بمثابة تجربة تكوينية لكلا الأختين.
تلتقي سونيا بصديقة حنين مريم، وهي مخرجة مسرحية تقوم حاليًا بإعداد وإنتاج هاملت، تطلب مريم من سونيا القراءة لدوري أوفيليا وجيرترود بينما تحاولان العثور على ممثلات لتولي الأدوار، من المقرر أن يلعب دور هاملت نجم البوب الفلسطيني الشاب وائل، الذي جذبت شهرته المزيد من الاهتمام نحو الإنتاج، شقيق مريم، سليم، عضو في الكنيست، ساعد في تمويل الإنتاج، الأمر الذي لفت انتباه الاستخبارات الإسرائيلية.
يناقش الممثلون المسرحية باعتبارها رمزًا للقضية الفلسطينية، في مرحلة ما تشجع مريم وائل على الوصول إلى الجانب المظلم من هاملت من خلال تصويره كجندي إسرائيلي عند نقطة تفتيش. في البداية، رفضت سونيا هذا التفسير، لكنها وجدت المزيد من الروابط بين المسرحية ونضال التحرير الفلسطيني بينما واصلت العمل مع الممثلين.